# Communauté de communes de Nozay
La communauté de communes de Nozay est une intercommunalité française, située dans le département de la Loire-Atlantique (région Pays de la Loire).

## Historique
La Communauté de communes de la Région de Nozay a été créée le 20 décembre 1994 regroupant les sept mêmes communes. Dépassant tout juste les 15 000 habitants, elle n'est pas affectée par la mise en œuvre de la loi NOTRe.
En décembre 2017, la communauté de communes change de dénomination et de logo pour adopter le nom plus court de Communauté de communes de Nozay pour éviter de brouiller le message avec le terme Région et pour faciliter l'usage.

## Territoire communautaire

### Géographie
Située au centre  du département de la Loire-Atlantique, la communauté de communes de Nozay regroupe 7 communes et présente une superficie de 273,5 km2.

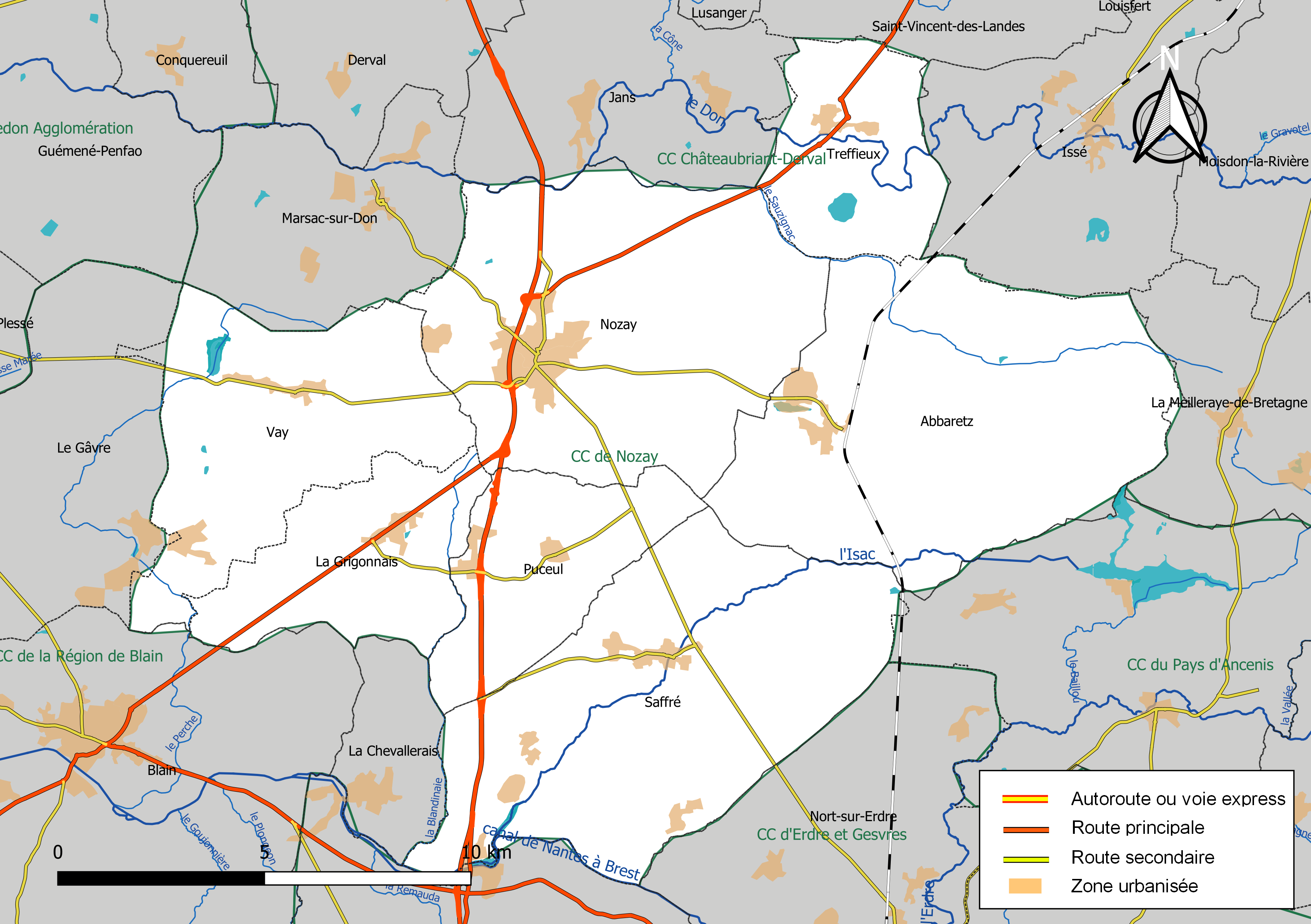
Carte de la communauté de communes de Nozay au 1er janvier 2019.

### Composition

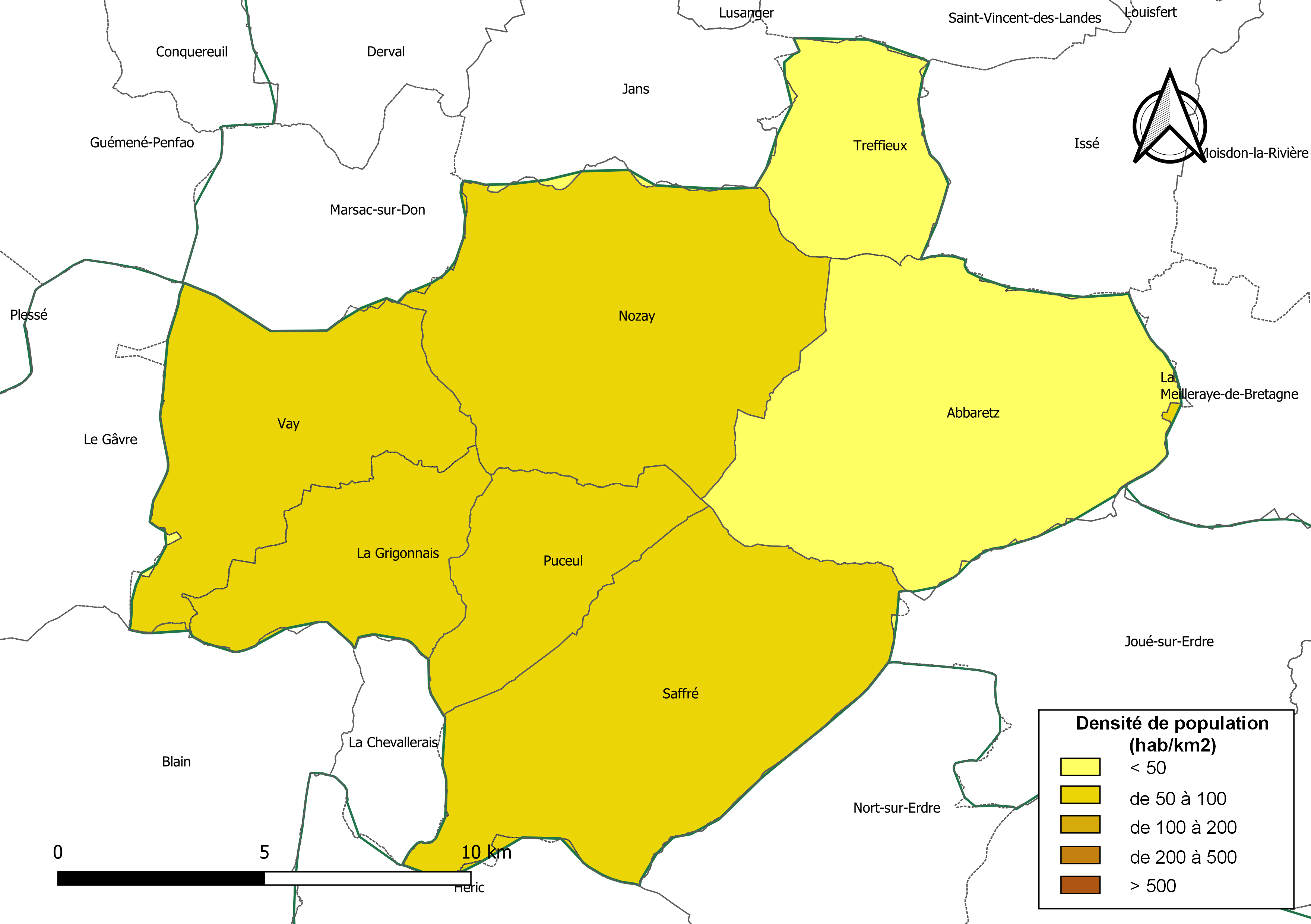
Carte des densités de population (millésimée 2016) des communes de la communauté de communes de Nozay. Composition en communes au 1er janvier 2019.

Ancien Logo

La communauté de communes est composée des 7 communes suivantes :

| Nom           | Code Insee | Gentilé        | Superficie (km2) | Population (dernière pop. légale) | Densité (hab./km2) |
| ------------- | ---------- | -------------- | ---------------- | --------------------------------- | ------------------ |
| Nozay (siège) | 44113      | Nozéens        | 57,7             | 4 280 (2022)                      | 74                 |
| Abbaretz      | 44001      | Abbarois       | 61,76            | 2 052 (2022)                      | 33                 |
| La Grigonnais | 44224      | Grigonnaisiens | 21,22            | 1 815 (2022)                      | 86                 |
| Puceul        | 44138      | Puceulois      | 20,09            | 1 124 (2022)                      | 56                 |
| Saffré        | 44149      | Saffréens      | 57,46            | 4 075 (2022)                      | 71                 |
| Treffieux     | 44208      | Treffiolais    | 19,12            | 976 (2022)                        | 51                 |
| Vay           | 44214      | Vayens         | 36,13            | 2 084 (2022)                      | 58                 |

## Administration
| Période                                    | Période         | Identité                 | Étiquette | Qualité                                       |
| ------------------------------------------ | --------------- | ------------------------ | --------- | --------------------------------------------- |
| Syndicat intercommunal à vocation multiple |                 |                          |           |                                               |
| 1970                                       | 1977            | Louis de Villeblanche    |           | Maire de Jans (1959-1990)                     |
| 1977                                       | 5 mai 1989      | Jean Guyon               | DVD       | Maire de Nozay (1970-1989)                    |
| 5 mai 1989                                 | 1994            | Jules Marchand           |           | Premier adjoint au maire de Saffré            |
| Communauté de communes                     |                 |                          |           |                                               |
| 1994                                       | 17 juillet 1995 | Jules Marchand           |           | Premier adjoint au maire de Saffré            |
| 17 juillet 1995                            | 23 juin 2004    | Christian de Grandmaison | UDF       | Maire de Nozay (1995-2004) Décédé en fonction |
| 25 août 2004                               | 9 avril 2008    | François Favry           | DVG       | Maire de La Grigonnais (2001-2014)            |
| 9 avril 2008                               | 16 avril 2014   | Jacqueline Ségalen       | DVG       | Adjointe au maire de Vay                      |
| 16 avril 2014                              | En cours        | Claire Theveniau         | SE        | Maire de Puceul (depuis 2008)                 |